# Steve Melling
Steve Melling (* 12. Juli 1959 in Accrington) ist ein britischer Jazzmusiker (Piano, Komposition).

## Leben und Wirken
Melling, der in Preston, Lancashire, aufwuchs, erhielt ab dem Alter von neun Jahren klassischem Klavierunterricht, entdeckte aber mit etwa elf Jahren den Jazz, mit dem er sich zunächst autodidaktisch beschäftigte. Mitte der 1970er Jahre studierte er am Goldsmiths’ College in London und gehörte dem National Youth Jazz Orchestra an. 
Ende der 1970er Jahre begann Melling professionell aufzutreten. Er tourte mit Harry Beckett und Elton Dean und gehörte zu den Bands von Clark Tracey und Barbara Thompson. Auch begleitete er Elvin Jones, Phil Woods und Benny Golson. 1986 erhielt er den ersten Pat Smythe Memorial Trust Award. In den 1990er Jahren trat Melling regelmäßig mit seinem Trio auf, arbeitete aber auch mit Alan Skidmore, Claire Martin, Peter King und Colin Towns, mit denen Alben entstanden. 1996 legte Melling sein Debütalbum  Trio Duo Solo | 3 2 1 vor; im gemeinsam mit Clark Terry geleiteten Septett folgte Special One. 2012 erschien unter eigenem Namen das Soloalbum Keys to the Upper Story. Im Duo mit dem Saxophonisten Art Themen entstand 2015 das Album Trace Elements.
Im Jahr 2000 schloss sich Melling der kollaborativen Band The New Couriers um Martin Drew und Mornington Lockett an, mit denen vier Alben entstanden. Mit Georgie Fame und Uschi Brüning konzertierte er 2008 in der Berliner Philharmonie. 2012 tourte er mit dem European Jazz Sextet in Mitteleuropa. Weiterhin spielte er Duos mit Stan Tracey. Er ist auch auf Alben von Perico Sambeat, Mark Nightingale, Tim Whitehead und Melba Joyce zu hören.
Von 1996 bis 1998 lehrte Melling als Professor für Jazzpiano am Royal College of Music in London.